# 碧江区
碧江区是中国贵州省铜仁市下辖的一个市辖区，位于沅水支流辰水的上游，毗邻湖南省，渝怀铁路穿越市境。

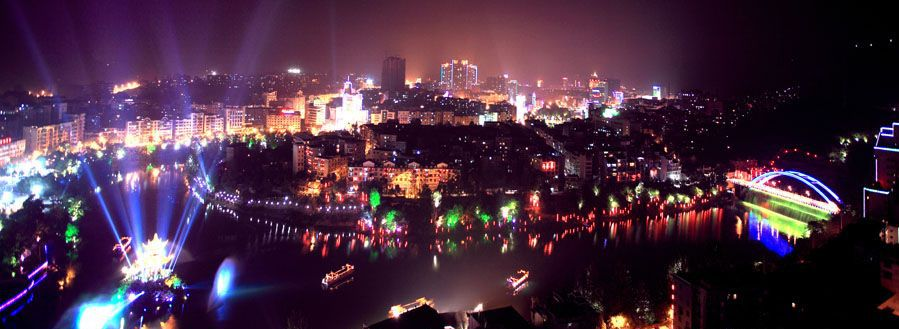
碧江区夜景

## 历史沿革
隋朝置静人县。唐朝初属辰州，并设万安县，天宝年间改设常丰县。元朝置铜人大小长官司。明朝永乐年间置铜仁府，万历年间改长官司为铜仁县。此后因水陆交通便利，铜仁逐渐发展为贵州东部与湖南交界地区的物资集散中心，有“黔东门户”之称。1913年铜仁县更名为江口县，同时铜仁府被改造为铜仁县。1949年后铜仁县成为铜仁地区的行署驻地，1987年撤县设市。2011年，原县级铜仁市除茶店镇、鱼塘乡和大坪乡之外的区域改设为碧江区。

## 地理
碧江区地处武陵山脉南麓，地形多为低山和丘陵。全市年平均气温16℃，降水量1303毫米。农业主产水稻、小麦、玉米等粮食和羽绒、白鹅等，盛产花生。碧江区及其卫星城万山区境内的汞矿资源非常丰富，开发历史悠久，储量和产量均位居中国首位。发源于梵净山的锦江（辰水上游）从市区南部穿流而过，河边六龙山中的九龙洞是一组溶岩洞穴，内有中国第一高石柱，为著名风景区。

## 行政区划
碧江区下辖7个街道办事处、3个镇、5个民族乡：
锦江街道、环北街道、河西街道、灯塔街道、川硐街道、铜兴街道、正光街道、坝黄镇、云场坪镇、漾头镇、桐木坪侗族乡、滑石侗族苗族土家族乡、和平土家族侗族乡、瓦屋侗族乡和六龙山侗族土家族乡。

## 文化和旅游

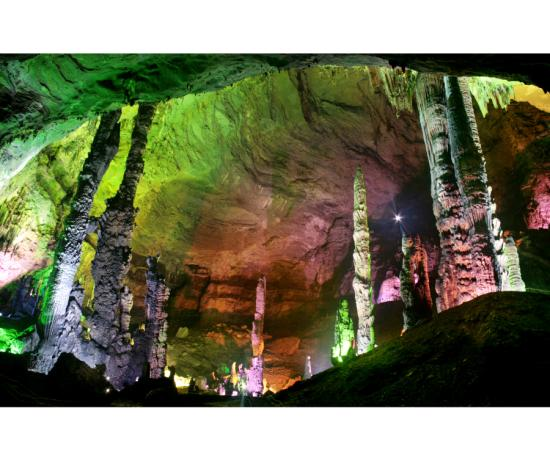
九龍洞風景區

- 国家重点风景名胜区：九龙洞

## 历史名人
- 周逸群